# Patrik Hagman
Patrik Andreas Hagman, född 9 november 1976 i Korsholm i Österbotten, är en finländsk svenskspråkig teolog och författare. Hagman är docent i politisk teologi vid Åbo akademi, där han doktorerat 2008 på en avhandling om Isak av Nineves asketism. Hagman har forskat kring asketismbegreppet i den kristna traditionen och undersökt dess politiska betydelse i olika perioder. I boken Efter folkkyrkan och i flera artiklar undersöker han de nordiska folkkyrkornas nutida situation ur ett politisk-teologiskt perspektiv. Hagmans syn på kyrkan präglas av ett ekumeniskt perspektiv och betoningen på kyrkan som en sakramentalt formad annorlunda gemenskap, dock utan tydliga gränser mot det samhälle den verkar i.   
Hagman har utvecklat en egen helhetsteologi i tre böcker Om kristet motstånd (2011), Om sann gemenskap: Att leva i en kapitalistisk hederskultur (2014), samt Om Tron: Att söka den djupa verkligheten (2018). I dessa böcker, som alla tre riktar sig till en bredare publik än den strikt akademiska, beskrivs kristendomen som en serie genomtänkta praktiker med tydlig samhällelig och politisk relevans. En uttalad strävan är att komma bortom indelningen konservativ-liberal, och alla tre böcker har också en tydligt ekumenisk ansats.   
Den av Hagmans böcker som fått störst spridning är dock den starkt personliga Sorgens gåva är en vidgad blick (2017), skriven kort efter att Hagmans son och fru gick bort i olika sjukdomar (hjärntumör resp. stroke).   
Hagman har sin bakgrund i baptismen men tillhör sedan 2014 Evangelisk-lutherska kyrkan i Finland, där han sedan 2016 är ledamot i kyrkomötet. Tillsammans med Joel Halldorf gör han den månatliga bok- och teologipodden Läsarpodden, och de har också gett ut en bok tillsammans om Luther.
Hagman leder Svenska kyrkans Skribentskola, en utbildning för unga skribenter. Han är även preses för Johannesakademin, som är en del av Ekumeniska kommuniteten i Bjärka-Säby.

## Biografi
Patrik Hagman föddes 1976 i Korsholm i Österbotten. Han tog examen 1995 vid Korsholms gymnasium och tog teologie licentiatexamen 2007 vid Åbo Akademi. Där han doktorerat 2008 på en avhandling om Isak av Nineves asketism (Understanding Asceticism. Body and Society in the Asceticism of St Isaac of Nineveh)". Hagman arbetade som lärare i praktisk teologi vid Åbo akademi. 2021 flyttade han till Sverige och började arbeta på Linköpings stift, Svenska kyrkan.

### Familj
Hagman är gift med prästen Emma Audas i Vadstena.